# کلروپنتافلوئورواتان
کلروپنتافلوئورواتان (به انگلیسی: Chloropentafluoroethane) با فرمول شیمیایی C۲ClF۵ یک ترکیب شیمیایی است. که جرم مولی آن ۱۵۴٫۴۶۶ g/mol می‌باشد. 